# Pidonia misenina
Pidonia misenina är en skalbaggsart som beskrevs av Saito 1992. Pidonia misenina ingår i släktet Pidonia och familjen långhorningar. Inga underarter finns listade i Catalogue of Life.